# Vicia vicioides
Vicia vicioides là một loài thực vật có hoa trong họ Đậu. Loài này được (Desf.) Cout. miêu tả khoa học đầu tiên.